# Brunoniella neocaledonica
Brunoniella neocaledonica là một loài thực vật có hoa trong họ Ô rô. Loài này được (Heine) Moylan mô tả khoa học đầu tiên năm 2000.